# Бертинотти, Тереза
Тереза Бертинотти (итал. Teresa Bertinotti, Teresa Bertinotti-Radicati; 1776 — 12 февраля 1854) — знаменитая итальянская оперная певица (колоратурное сопрано) и педагог, обладавшая голосом удивительной красоты.
Тереза Бертинотти родилась в семье состоятельных родителей в Савильяно. Точная дата рождения неизвестна. В возрасте двух лет девочка переехала с семьей в Неаполь.
Она рано проявила интерес к музыке, её учителем в течение четырёх лет был известный педагог Бальдассаре Ла Барбьера. В 12 лет Тереза дебютировала на сцене театра «Сан-Карло». Дебют имел такой успех, что слава об её вокальном искусстве быстро распространилась по всей северной Италии.
По неподтверждённым данным в 1795 году в Генуе состоялось совместное выступление 12-летнего скрипача Никколо Паганини, кастрата Луиджи Маркези и 19-летней Терезы Бертинотти.
В возрасте 20 лет она пела уже в «Ла-Скала» и «Ла Фениче». Певица получала многочисленные предложения из-за рубежа, в числе прочих предложения руки и сердца. Красавицу Терезу земляки называли ангелом музыки и красоты.
В 1801 году Тереза вышла замуж за известного в Турине скрипача и композитора Феличе Радикати. В этом же году она пела вместе с Луиджи Маркези на открытии оперного театра в Триесте. Через некоторое время певицу пригласили в Вену, где её ожидал блестящий приём. Супруг последовал с ней в качестве концертмейстера и композитора. Он написал для неё несколько произведений. После шестимесячного пребывания в Вене Бертинотти ненадолго посетила Мюнхен, а затем по приглашению Людовика I Бонапарта отправилась в Голландию. После возвращения Людовика в Париж он прислал ей ангажемент в итальянский театр Парижа, который она, однако, отклонила.
Тереза уехала в Лондон, где пела в театре «Хеймаркет» в обществе примадонны Каталини вплоть до 1812 года. Она была одной из немногих итальянских певиц, интересовавшихся творчеством Моцарта, и с большим успехом исполняла его «Так поступают все женщины» и «Волшебную флейту», а также партии в операх Россини, Майра, Федеричи, Тарки, Паера и других.
Перед отъездом из Великобритании Бертинотти получила в подарок от принца Уэльского, Георга IV, крест, усыпанный бриллиантами.
Училась в Генуе композиции у оперного композитора Винченцо Федеричи, после чего сама сочинила несколько каватин. Федеричи написал для неё оперы «Заира» и «Вирджиния».
В Лондоне её рисовал Франческо Бартолоцци, в Италии — Гаспаре Ланди, а знаменитый скульптор Антонио Канова вместе с его любимым учеником Чинчиннато Баруцци изваял её мраморный бюст.
Два следующих года, до 1814 года, Бертинотти провела в Лиссабоне в театре «Сан-Карлос». Одновременно она давала уроки в своей квартире, которую охотно посещали и знатные придворные.
Затем она перебралась в Болонью, где её муж стал первой скрипкой и директором оркестра местного театра.
Когда в 1823 году Феличе Радикати погиб, Тереза оставила сцену и занялась преподаванием. Среди её учеников были герцогиня Стефания Мангеймская, Рита Габусси, Луиджи Дзамбони, Бальбина Стеффеноне, исполнившая партию Леоноры в «Трубадуре» Верди на премьере в Америке, и другие.
Тереза Бертинотти скончалась в Болонье в возрасте 78 лет.